# Orcaella
Genre
Orcaella est un genre de dauphins, longtemps considéré comme monotypique, il ne comprenait qu'une seule espèce : le  dauphin de l'Irrawaddy (Orcaella brevirostris). Toutefois, en 2005, l'analyse génétique a montré que le dauphin à aileron retroussé d'Australie (Orcaella heinsohni) est une seconde espèce étroitement liée à Orcella. De récentes analyses moléculaires indiquent que le genre Orcaella est étroitement lié à l'Orque, les deux étant de la sous-famille des Orcininae.

## Liste des espèces
- Orcaella brevirostris (Owen in Gray, 1866) - Dauphin de l'Irrawaddy
- Orcaella heinsohni Beasley, Robertson et Arnold, 2005

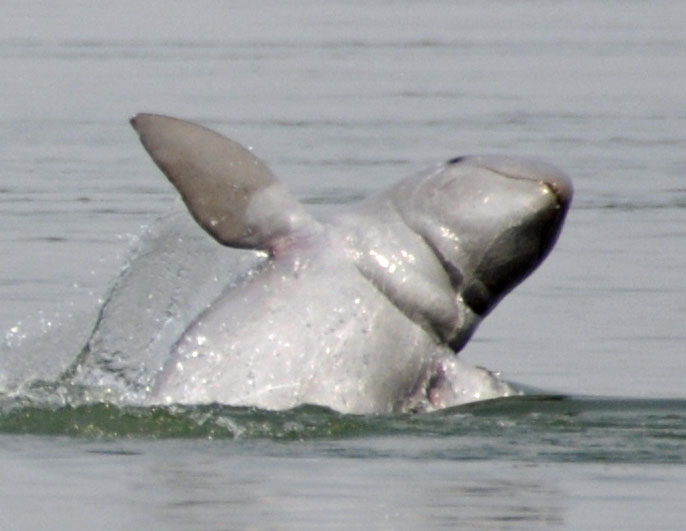
Orcaella brevirostris
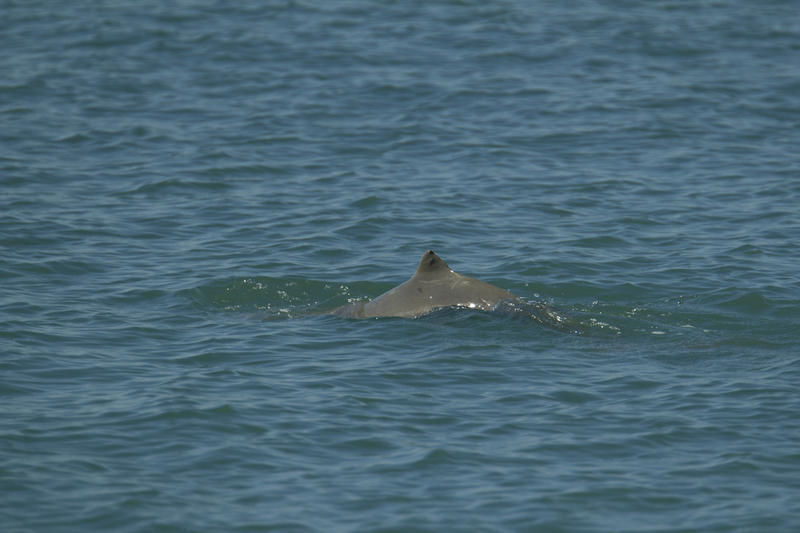
Orcaella heinsohni